# St. Eusebius (Grenchen)

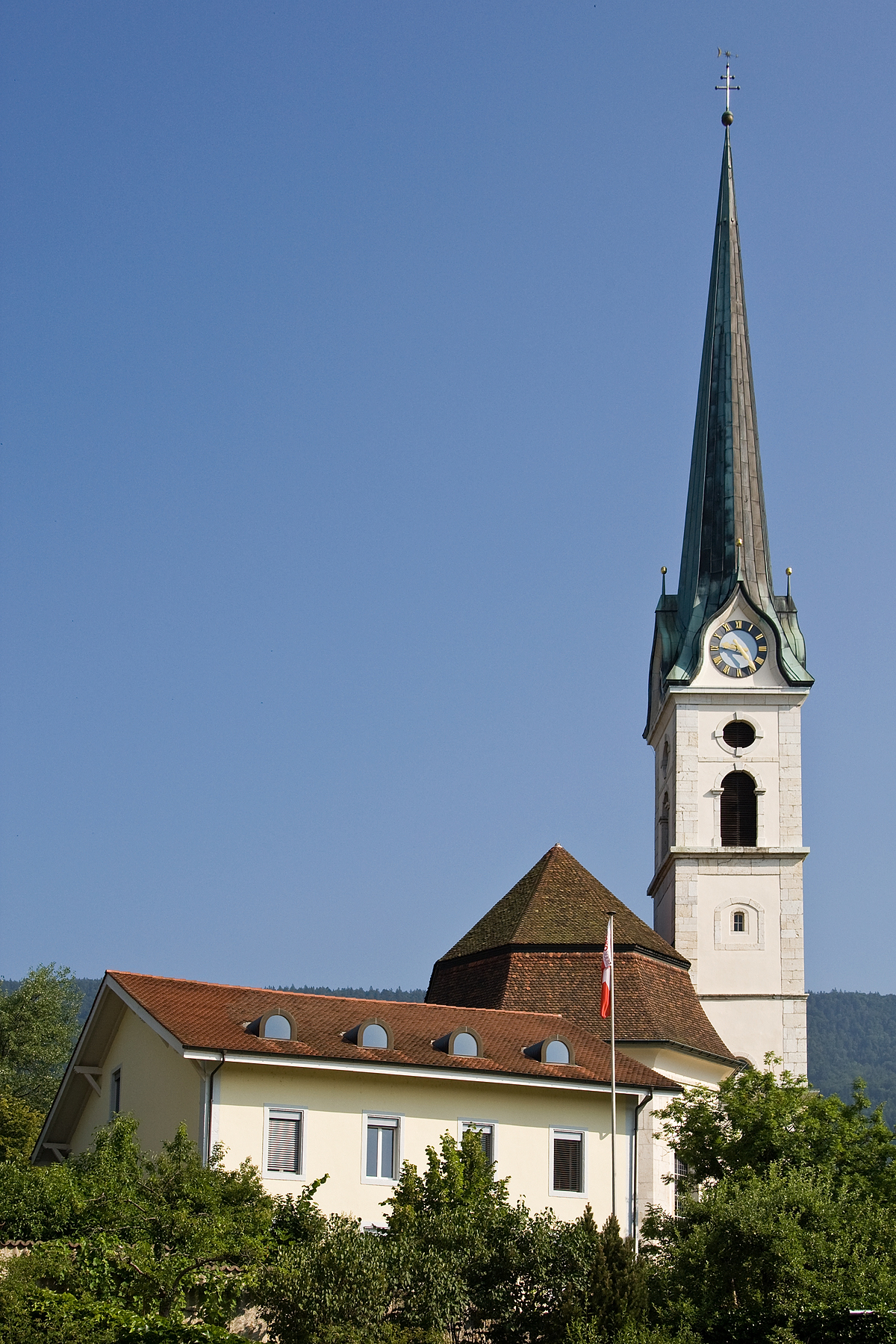
Aussenansicht

Die St.-Eusebius-Kirche ist das Gotteshaus der römisch-katholischen Pfarrei St. Eusebius in Grenchen im Schweizer Kanton Solothurn. Das klassizistische Bauwerk steht unter Denkmalschutz.

## Geschichte

### Bauzeit
Die Kirche wurde nach dem Abbruch der alten Grenchner Pfarrkirche oberhalb des Ortszentrums in den Jahren 1807 bis 1812 erbaut. Wahrscheinlich geschah dies nach einem Entwurf von Niklaus Purtschert (1750–1815). Ein grosser Teil der Baukosten wurde mit Spenden aus der Dorfbevölkerung bestritten. Am 4. Oktober 1812 erfolgte die Weihe durch den Bischof von Lausanne und Genf Joseph-Antoine Guisolan.

### Aussenrenovation (1961–1968)
Von 1961 bis 1968 fand die letzte grosse Aussenrenovation statt. Unter anderem wurde der Turm mit dem neuen Turmhelm verstärkt und die Taufkapelle auf der Westseite der Kirche angebaut. Der Altar, der Tabernakel, der Taufstein sowie ein farbiges Fenster dieser Kapelle sind Werke des Künstlers Peter Travaglini aus Büren an der Aare.

### Innenrenovation (1973–1975)
Bei der umfassenden Innenrenovation zwischen 1973 und 1975 wurde der Innenraum der erneuerten Liturgie angepasst. Die Renovation wurden vom Architekten und Ingenieur Kurt Kaufmann (1931–2015) geleitet, welcher sich vehement gegen die Entfernung der Chorstühle wehrte, da diese wuchtigen Holzsitze für den Raumklang von hoher Bedeutung seien.
Die seither neue Orgel umfasst 43 Register auf drei Manualen und Pedal, sie wurde von der Firma «Orgelbau Genf» erstellt.

## Denkmalschutz
Die Eusebiuskirche befindet sich seit 1941 im kantonalen Denkmalverzeichnis.

## Ausstattung

### Innenausstattung

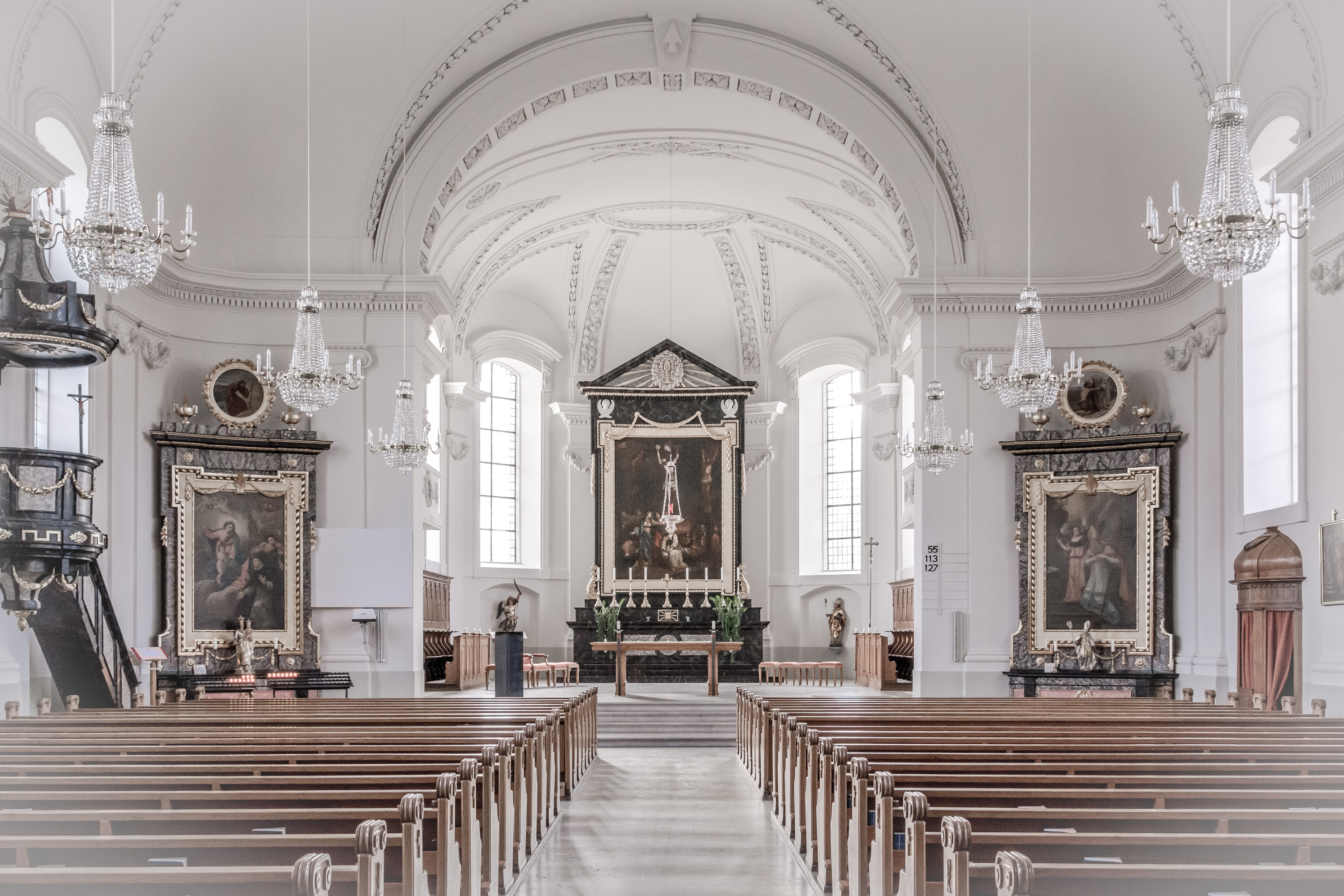
Innenansicht

Die Tafelbilder der drei Altäre hat Franz Xaver Hecht gemalt.
Der Hochaltar ist bei der grossen Innenrenovation von 1973 bis 1975 unverändert geblieben. Jedoch wurden der Ambo und dessen Leuchter durch einen modern gestalteten, dunkelgrauen Blech-Ambo ersetzt sowie ein zweiter (kleiner Ambo) auf der rechten Seite hinzugefügt.

#### Technische Ausstattung
Links neben dem Altar befindet sich eine Beamer-Leinwand, auf welche jeweils die Liedertexte projiziert werden. Die Kirche ist ausserdem mit einem Surround-System verbunden, welches mit den zwei fixen und mehreren mobilen Mikrofonen eine klare und deutliche Verteilung der Stimmen ermöglicht. Die Lautsprecher sind so aufgestellt, dass man von allen Sitzplätzen in der Kirche denselben Klang hören kann wie direkt vor dem Pfarrer. Die technische Architektur der Kirche ist ausserdem so ausgelegt, dass die Orgelklänge ebenfalls von überall gleich gut zu empfangen sind.

## Geläute
Im Turm der Eusebiuskirche hängt ein siebenstimmiges Glockengeläut. Alle Glocken wurden bei H. Rüetschi in Aarau gegossen. Ein dreistimmiges Geläut von 1890 (c– e – g) wurde 1935 durch vier weitere Glocken ergänzt.
| Glocke | Name                  | Gussjahr | Gewicht | Schlagton |
| ------ | --------------------- | -------- | ------- | --------- |
| 1      | Christkönigsglocke    | 1935     | 4110 kg | a°        |
| 2      | Dreifaltigkeitsglocke | 1890     | 2150 kg | c′        |
| 3      | Bruder-Klaus-Glocke   | 1935     | 1645 kg | d′        |
| 4      | Marienglocke          | 1890     | 1100 kg | e′        |
| 5      | Sterbeglocke          | 1890     | 0650 kg | g′        |
| 6      | Josephsglocke         | 1935     | 0518 kg | a′        |
| 7      | Schutzengelglocke     | 1935     | 0282 kg | c″        |

Zur akustischen Zeitanzeige durch den Uhrschlag der Glocken ist folgendes zu sagen:

Die Viertelstunden werden nicht – wie bei den meisten Kirchen – mit einem aufeinanderfolgenden Zweiklang geschlagen. Für jede Viertelstunde ertönt eine andere Melodie (Viertel nach: eine Viertonmelodie; Halb: zwei Viertonmelodien; Viertel vor: drei Viertonmelodien; volle Stunde: vier Viertonmelodien). Insgesamt gibt es also zehn verschiedene Viertonmelodien, welche Tag für Tag in Grenchen läuten.
Um eine solche Fülle an Uhrschlagsmöglichkeiten zu erreichen, werden sechs Glocken eingesetzt. Der Stundenschlag wird mit der tiefen siebten Glocke, der mit einem grossen Christus-Relief verzierten Christkönigsglocke,  gegeben. Um 10 Uhr ertönen beispielsweise zuerst die vier Viertonmelodien und dann die zehn Stunden-Schläge, insgesamt also 26 Schläge. (Vergleich: Der weltberühmte Westminsterschlag in London hat ein Viertelstundengeläut mit vier Glocken und fünf verschiedenen Viertonmelodien.)